# Delicatesen

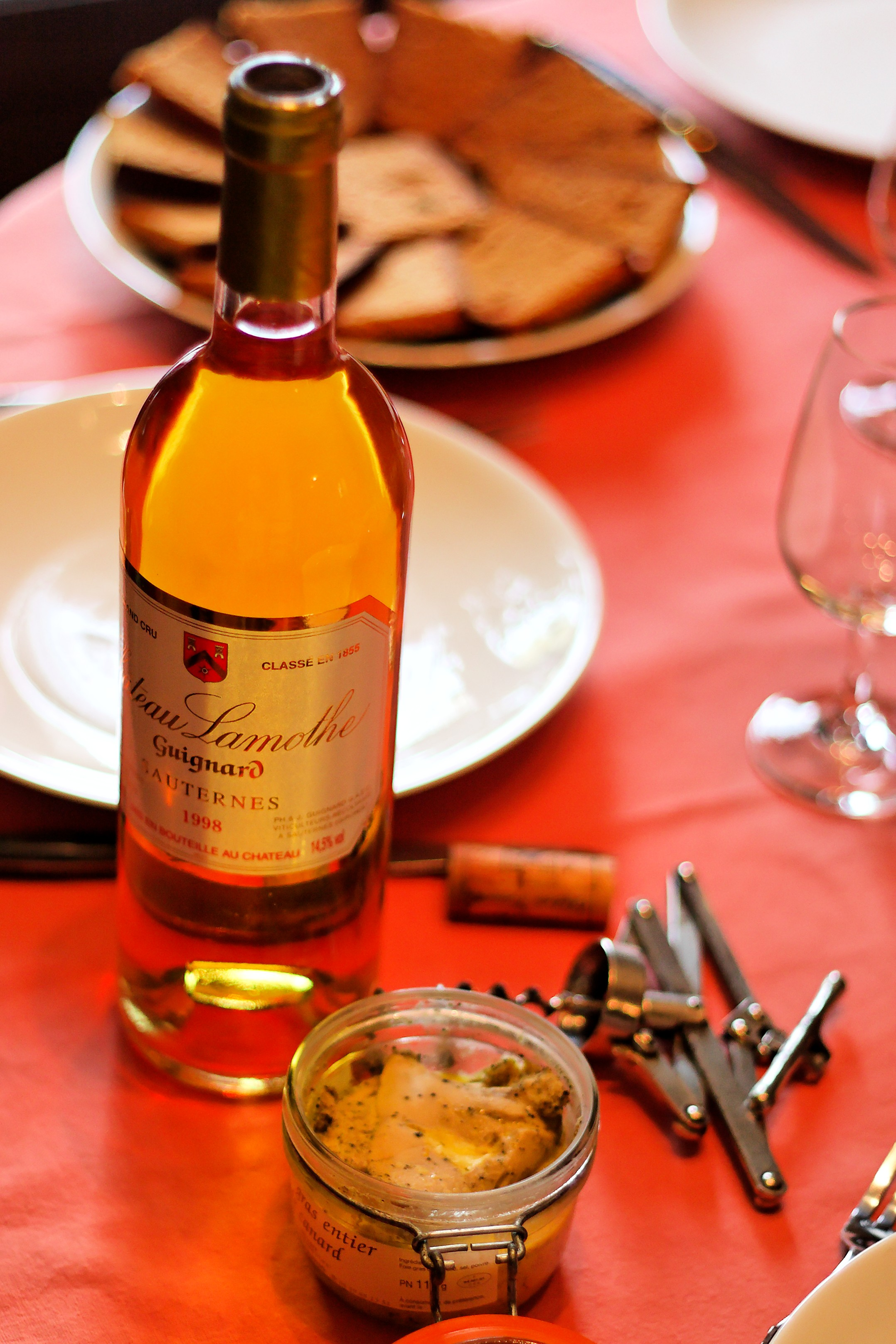
Los delicatesen ofrecen alimentos que son exclusivos.

La delicatessen o delicatesen es un tipo de tienda especializada que ofrece exquisiteces, alimentos de alta calidad o exclusivos por sus características especiales, por ser exóticos, raros o de elevada calidad en su ejecución. Se trata de productos delicados de alta gama. A veces se abrevia como deli, si se trata de comida ya preparada para el consumo inmediato.

## Características
Las tiendas delicatesen suelen ofrecer diversas preparaciones a veces especialidades gastronómicas foráneas. Por regla general poseen departamentos de charcutería, panadería, carnicería, lácteos, etc. Los alimentos preparados pueden abarcar desde la preparación de salsas exóticas, sándwiches, conservas. Los delicatesen suelen tener diversas opciones de ofertas de vinos.

## Origen
La palabra delicatessen viene del alemán. Es una palabra compuesta por delikat (delicioso,a) y essen (comida). Solían ser tiendas del tipo ultramarino especializado en productos de alta gama, que en EE. UU. se transformó en establecimientos de comida preparada de alta calidad o ecológico, etc.